# Labin
Labin este un oraș în cantonul Istria, Croația, având o populație de 11.642 de locuitori (2011).

## Demografie
Componența etnică a orașului Labin
     Croați (62,45%)
     Bosniaci (7,85%)
     Sârbi (2,47%)
     Italieni (2,36%)
     Necunoscut (2,57%)
     Neclasificat (20,91%)
Componența confesională a orașului Labin
     Catolici (67,3%)
     Fără religie și atei (10,96%)
     Musulmani (10,68%)
     Ortodocși (2,83%)
     Agnostici și sceptici (1,26%)
     Necunoscută (6,33%)
     Alte religii (0,64%)
Conform recensământului din 2011, orașul Labin avea 11.642 de locuitori. Din punct de vedere etnic, majoritatea locuitorilor (62,45%) erau croați, existând și minorități de afiliați religios (17,63%), bosniaci (7,85%), sârbi (2,47%) și italieni (2,36%). Apartenența etnică nu este cunoscută în cazul a 2,57% din locuitori. Din punct de vedere confesional, majoritatea locuitorilor (67,3%) erau catolici, existând și minorități de persoane fără religie și atei (10,96%), musulmani (10,68%), ortodocși (2,83%) și agnostici și sceptici (1,26%). Pentru 6,33% din locuitori nu este cunoscută apartenența confesională.